# Молодіжний чемпіонат світу з хокею із шайбою 2026
Молодіжний чемпіонат світу з хокею із шайбою 2026 (англ. 2026 World Junior Ice Hockey Championships) — 50-ий чемпіонат світу з хокею серед молодіжних команд, який відбудеться в США з 26 грудня 2025 року по 5 січня 2026 року.
Міннеаполіс вже свого часу приймав турнір серед молодіжних збірних у 1982 році. США загалом всьоме буде господарем змагань, востаннє американці приймали чемпіонат у 2018 році.  Матчі будуть проходити на двох аренах.

## Топ дивізіон

### Формат турніру
Згідно з регламентом змагань 10 команд, що поділені на дві групи по 5 команд у кожній, змагаються у попередньому раунді. Кожна з команд проводить по чотири зустрічі у групі за круговою системою та виходить до раунду плей-оф, а команди, що посіли 5-е місце потрапляють до втішного раунду.
Чотири найкращі команди проводять перехресні матчі у чвертьфіналі: 1A проти 4В, 1B проти 4А, 2А проти 3B і 2B проти 3А. Переможець кожного чвертьфіналу потрапляє до півфіналу.
Переможець кожного півфіналу змагатиметься у фіналі за золоті медалі, в той час як переможені будуть змагатися за бронзові нагороди у матчі за 3-є місце.

### Арени
Матчі турніру відбудуться на «Ексел-Енерджі-центр» домашньому стадіоні клубу НХЛ «Міннесота Вайлд» та на «3М Арені Маріуччі» Університету Міннесоти.
| Сент-Пол                              | Міннеаполіс                         |
| Ексел-Енерджі-центр Місткість: 17,954 | 3М Арена Маріуччі Місткість: 10,257 |
| ------------------------------------- | ----------------------------------- |
|                                       |                                     |

### Учасники
Група A
- США (1)
- Швеція (4)
- Словаччина (6)
- Швейцарія (8)
- Німеччина (9)

Група B
- Фінляндія (2)
- Чехія (3)
- Канада (5)
- Латвія (7)
- Данія (11-підвищення)

## Попередній раунд

### Група A
| Поз | Команда   | М | В | ВО | ПО | П | ГЗ | ГП | Різ | О | Підвищення або пониження |  | США | Канада | Швеція | Швейцарія | Німеччина |
| --- | --------- | - | - | -- | -- | - | -- | -- | --- | - | ------------------------ |  | --- | ------ | ------ | --------- | --------- |
| 1   | США (H)   | 0 | 0 | 0  | 0  | 0 | 0  | 0  | 0   | 0 | Плей-оф                  |  | —   |        |        |           |           |
| 2   | Канада    | 0 | 0 | 0  | 0  | 0 | 0  | 0  | 0   | 0 | Плей-оф                  |  |     | —      |        |           |           |
| 3   | Швеція    | 0 | 0 | 0  | 0  | 0 | 0  | 0  | 0   | 0 | Плей-оф                  |  |     |        | —      |           |           |
| 4   | Швейцарія | 0 | 0 | 0  | 0  | 0 | 0  | 0  | 0   | 0 | Плей-оф                  |  |     |        |        | —         |           |
| 5   | Німеччина | 0 | 0 | 0  | 0  | 0 | 0  | 0  | 0   | 0 | Матч на вибування        |  |     |        |        |           | —         |

### Група В
| Поз | Команда    | М | В | ВО | ПО | П | ГЗ | ГП | Різ | О | Підвищення або пониження |  | Чехія | Словаччина | Фінляндія | Латвія | Данія |
| --- | ---------- | - | - | -- | -- | - | -- | -- | --- | - | ------------------------ |  | ----- | ---------- | --------- | ------ | ----- |
| 1   | Чехія      | 0 | 0 | 0  | 0  | 0 | 0  | 0  | 0   | 0 | Плей-оф                  |  | —     |            |           |        |       |
| 2   | Словаччина | 0 | 0 | 0  | 0  | 0 | 0  | 0  | 0   | 0 | Плей-оф                  |  |       | —          |           |        |       |
| 3   | Фінляндія  | 0 | 0 | 0  | 0  | 0 | 0  | 0  | 0   | 0 | Плей-оф                  |  |       |            | —         |        |       |
| 4   | Латвія     | 0 | 0 | 0  | 0  | 0 | 0  | 0  | 0   | 0 | Плей-оф                  |  |       |            |           | —      |       |
| 5   | Данія      | 0 | 0 | 0  | 0  | 0 | 0  | 0  | 0   | 0 | Матч на вибування        |  |       |            |           |        | —     |

## Дивізіон I

### Дивізіон I A
| Поз | Команда | М | В | ВО | ПО | П | ГЗ | ГП | Різ | О |  |
| --- | ------- | - | - | -- | -- | - | -- | -- | --- | - |  |

### Дивізіон I В
| Поз | Команда | М | В | ВО | ПО | П | ГЗ | ГП | Різ | О |  |
| --- | ------- | - | - | -- | -- | - | -- | -- | --- | - |  |

## Дивізіон II

### Дивізіон II A
| Поз | Команда | М | В | ВО | ПО | П | ГЗ | ГП | Різ | О |  |
| --- | ------- | - | - | -- | -- | - | -- | -- | --- | - |  |

### Дивізіон II В
| Поз | Команда | М | В | ВО | ПО | П | ГЗ | ГП | Різ | О |  |
| --- | ------- | - | - | -- | -- | - | -- | -- | --- | - |  |

## Дивізіон III

### Дивізіон III A
| Поз | Команда | М | В | ВО | ПО | П | ГЗ | ГП | Різ | О |  |
| --- | ------- | - | - | -- | -- | - | -- | -- | --- | - |  |

### Дивізіон III В
| Поз | Команда | М | В | ВО | ПО | П | ГЗ | ГП | Різ | О |  |
| --- | ------- | - | - | -- | -- | - | -- | -- | --- | - |  |